# Anna Markowska

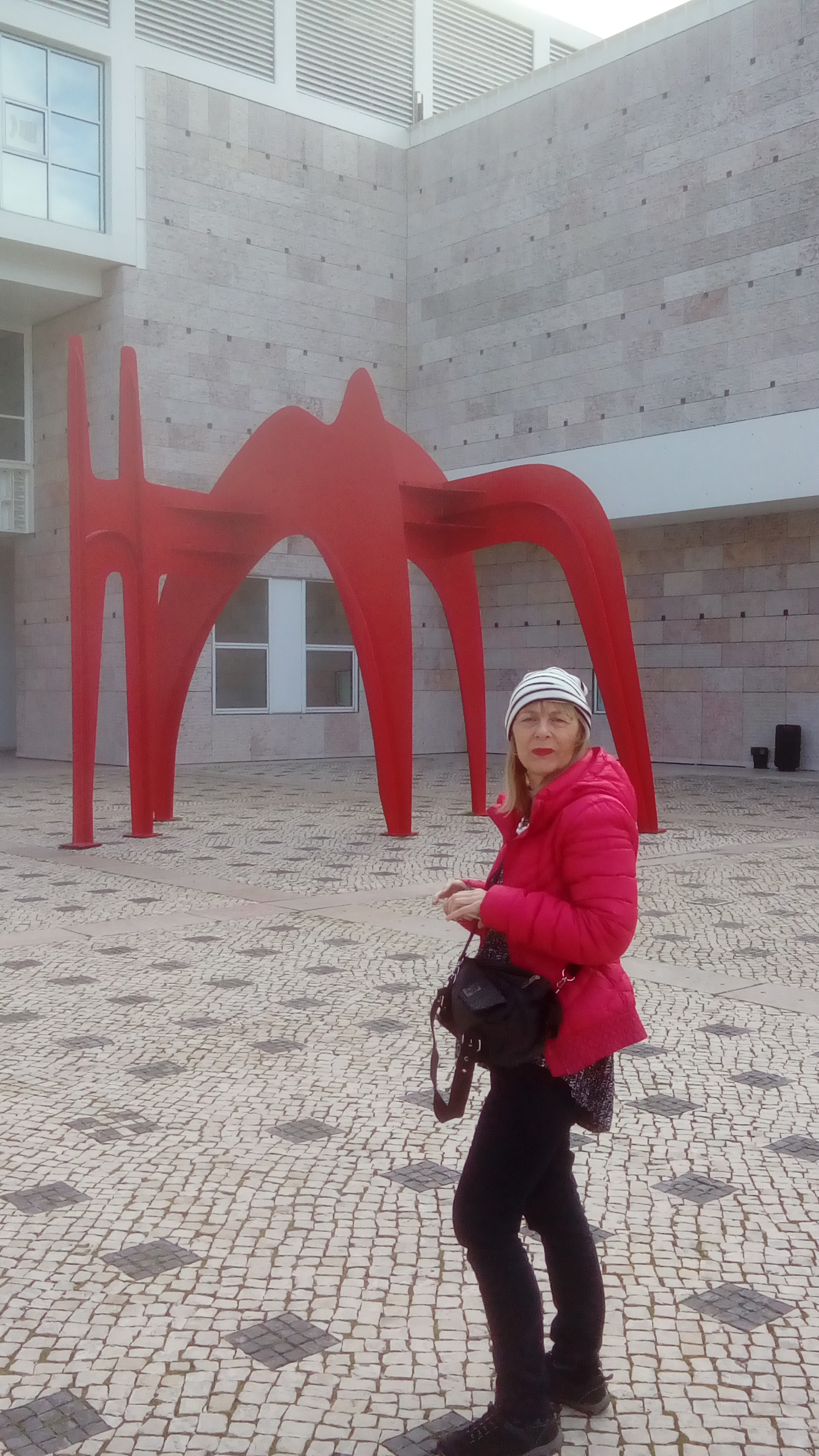
Anna Markowska przy rzeźbie Alexandra Caldera w Muzeum Kolekcji José Berarda w Lizbonie w 2018.

Anna Stanisława Kutaj-Markowska (ur. 27 lutego 1960) – polska historyczka sztuki, krytyczka, kuratorka wystaw, wykładowczyni akademicka, profesor nauk humanistycznych.

## Życiorys
W 1984 ukończyła historię sztuki na Uniwersytecie Jagiellońskim w Krakowie, gdzie była uczennicą Mieczysława Porębskiego. Opiekunem naukowym jej pracy magisterskiej Porządki narodowe w teorii architektury nowożytnej (XV–XVIII w.) był Adam Małkiewicz. W latach 1984–1989 pracowała w Muzeum Uniwersytetu Jagiellońskiego i uczyła wiedzy o sztuce w Państwowym Liceum Sztuk Plastycznych w Krakowie. Była także rzeczniczką prasową krakowskiego Biennale i Triennale Grafiki Polskiej i w 1991 redaktorką naczelną związanego z Triennale pisma „Pawilon”. Brak możliwości wyjazdów stypendialnych do Włoch w latach 80. skłonił ją do zajęcia się sztuką polską. 
W latach 1992–1994 wykładała historię sztuki w Wyższej Szkole Pedagogicznej w Krakowie. 22 czerwca 1995 obroniła przygotowaną w Instytucie Sztuki PAN w Warszawie i w Państwowej Wyższej Szkole Filmowej, Telewizyjnej i Teatralnej w Łodzi pod kierunkiem Wiesława Juszczaka rozprawę doktorską pt. Druga Grupa Krakowska. Próba monografii. 
W latach 1997–2006 pracowała na Wydziale Artystycznym Uniwersytetu Śląskiego w Cieszynie. 9 grudnia 2004 uzyskała habilitację w IS PAN na podstawie pracy Definiowanie sztuki – objaśnianie świata. O pojmowaniu sztuki w PRL-u.
Od 2006 wykłada w Uniwersytecie Wrocławskim, gdzie jest związana z Instytutem Historii Sztuki. W semestrze jesiennym roku akademickim 2007/2008 była profesorem wizytującym w Uniwersytecie Hebrajskim w Jerozolimie, a w 2016/2017 – w Uniwersytecie Adama Mickiewicza w Poznaniu. 13 czerwca 2016 została mianowana profesorem nauk humanistycznych.
W latach 2021–2023 wchodziła w skład zarządu polskiej sekcji Międzynarodowego Stowarzyszenia Krytyków Sztuki (AICA). Od końca 2021 jest wiceprezeską Polskiego Instytutu Studiów nad Sztuką Świata.
Wykładała gościnnie na uniwersytetach w Porto, Leon, Kopenhadze, Turynie, Pizie, Sankt Petersburg, Opawie i Ostrawie, na Uniwersytecie Hebrajskim w Jerozolimie oraz w Państwowym Uniwersytecie Pedagogicznym w Tomsku na Syberii. Współpracowała przy organizacji wystawy Gilberta i George'a The Cosmological Pictures w Pałacu Sztuki w Krakowie w 1991 i wystawy Alana Daviego w Galerii M w Krakowie. Pracuje jako tłumaczka i przewodniczka, zajmuje się kuratorstwem wystaw (m.in. Krzysztofa Wałaszka i Doroty Nieznalskiej), pisze recenzje, eseje, towarzyszy artystom i artystkom przy ich pracy poprzez wizyty w pracowniach, pisanie tekstów do katalogów, organizowanie spotkań.
Przewodnicząca Rady Naukowej Polskiego Instytutu Studiów nad Sztuką Świata. Ekspertka w Polskiej Komisji Akredytacyjnej w dziedzinie nauk o sztuce. Zasiada w składzie Rady Dyscyplin Naukowych w dziedzinie nauk o sztuce (od 2020) i Rady Muzeum Współczesnego we Wrocławiu (pierwsza i druga kadencja). Była jurorką m.in. konkursu Pawilonu Polskiego 55. Biennale w Wenecji 2013, 45. Biennale Malarstwa Bielska Jesień 2021 (przewodnicząca) i konkursu „Postawy VIII” organizowanego przez Wydział Malarstwa i Rzeźby Akademii Sztuk Pięknych im. Eugeniusza Gepperta we Wrocławiu.

## Dorobek naukowy
Specjalizuje się w sztuce po 1945. Jej badania z lat 90. XX wieku dotyczyły drugiej Grupy Krakowskiej, w szczególności twórczości Jonasza Sterna i Jadwigi Maziarskiej. Jej rozprawa habilitacyjna, poświęcona sztuce polskiej okresu Polskiej Rzeczypospolitej Ludowej, rozpatruje teoretyczne i ideologiczne podłoże metod badawczych i konserwatorskich, w tym koncepcje dzieła sztuki, a także strategie artystyczne i badawcze władzy i jej przeciwników na przykładzie renowacji Collegium Maius Uniwersytetu Jagiellońskiego. W 2023 ukazała się jej obszerna reinterpretacja powojennej sztuki polskiej w kontekście rewolucji komunistycznej, którą rozumie przede wszystkim jako siłowe przyspieszenie nowoczesnego projektu ujednolicenia społecznego.
Zredagowała specjalny numer czasopisma IHS UW „Quart” (2021, nr 59), poświęcony m.in. porażce oraz epistemologiom niewiedzy.

## Publikacje

### Książki
- Język Neuera. O twórczości Jonasza Sterna, Uniwersytet Śląski, Cieszyn 1998 (ss. 114), ISBN 83-911105-1-6
- Sztuka w Krzysztoforach. Między stylem a doświadczeniem, Stowarzyszenie Artystyczne „Grupa Krakowska”, Kraków 2000 (ss. 223), ISBN 83-88320-60-2
- Definiowanie sztuki – objaśnianie świata. O pojmowaniu sztuki w PRL-u, Wydawnictwo Uniwersytetu Śląskiego, Katowice 2003 (ss. 398), ISBN 83-226-1209-5
- Komedia sublimacji. Granica współczesności a etos rzeczywistości w sztuce amerykańskiej, DiG, Warszawa 2010 (ss. 390), ISBN 978-83-7181-627-7
- (red.) Trickster Strategies in the Artists' and Curatorial Practice, Polski Instytut Studiów nad Sztuką Świata, Warszawa 2012 (ss. 298), ISBN 978-83-62737-26-0
- Dwa przełomy. Sztuka polska po 1955 i 1989 roku, Wydawnictwo Naukowe Uniwersytetu Mikołaja Kopernika, Toruń 2012 (ss. 498), ISBN 978-83-231-2762-8
- (red.) Politics of Erasure from „Damnatio memoriae” to Alluring Void, Polski Instytut Studiów nad Sztuką Świata, Warszawa 2014 (ss. 357), ISBN 978-83-62737-66-6
- (red.) Sustainable Art: Facing the Need for Regeneration, Responsibility and Relations, Polski Instytut Studiów nad Sztuką Świata, Warszawa 2015 (ss. 302), ISBN 978-83-62737-89-5
- (red., z Zofią Reznik) Sztuka polska na ziemiach zachodnich i północnych w latach 1945-1981 = Polish Art in the Western and Northern Territories from 1945 to 1981, Warszawa 2016 (ss. 305)
- (z Joanną Filipczyk) Jan Cybis. Malarstwo ze zbiorów Muzeum Śląska Opolskiego, Muzeum Śląska Opolskiego, Opole 2017 (ss. 142)
- (z Barbarą Piwowarską, Martą Smolińską i Matyldą Taszycką) Jadwiga Maziarska. Strefa presji = Jadwiga Maziarska: Pressure Zone, Galeria Piekary, Poznań 2018 (ss. 266), ISBN 978-83-950525-3-8
- Sztuka podręczna Wrocławia. Od rzeczy do wydarzenia, Anex, Wrocław 2019 (ss. 324), ISBN 978-83-952913-0-2
- Dlaczego Duchamp nie czesał się z przedziałkiem?, Universitas, Kraków 2019 (ss. 516), ISBN 97883-242-3584-1
- (z Martą Smolińską) Magdalena Abakanowicz. Moje formy to kolejne skóry, które z siebie zdejmuję = My Forms Are the Successive Skins I Take Off (katalog wystawy (Galeria Piekary, Poznań, 2021), red. Magdalena Piłakowska, Fundacja 9/11 Art Space, Poznań 2021 (ss. 425), ISBN 978-83-954750-6-1
- Natalia LL, Akademia Sztuk Pięknych im. Eugeniusza Gepperta we Wrocławiu, Wrocław 2022 (ss. 116), ISBN 978-83-65638-94-6
- Sztuka i rewolucja. Wieloperspektywiczne ujęcie sztuki polskiej zaraz po wojnie, Universitas, Kraków 2023 (ss. 654), ISBN 978-83-242-3944-3

### Wybrane artykuły
- Uniwersalizująca narracja i terytorialny opór, „Opolski Rocznik Muzealny” T. XXI – Sztuka na Śląsku po 1945 roku, red. J. Filipczyk, Opole 2015, s. 9–25
- 3 kobiety i inne wystawy duetu Toniak-Szczęśniak, „Sztuka i Dokumentacja”, 15, 2016, s. 79–96
- Kontekstualizm – sztuka w kontekście politycznym i społecznym w Polsce lat 70. XX wieku, „Zeszyty Artystyczne”, nr 32, 2018, s. 34–59
- Sztuka jako niedogodność, czyli jak wysadzić w powietrze kopułę wzniosłości, „Czas Kultury”, 2021, nr 12

## Wystawy
- 2012–2013 – kuratorka wystawy Gdzie jest PERMAFO, Muzeum Współczesne Wrocław[21]
- 2015–2016 – kuratorka wystawy Doroty Nieznalskiej Przeszłość, która nie chce przeminąć, Państwowa Galeria Sztuki w Sopocie[22]
- 2022 – kuratorka wystawy Rozbijając mrok. Anna Szpakowska-Kujawska, 66P Subiektywna Instytucja Kultury, Wrocław[23]

## Odznaczenia
28 marca 2025 otrzymała srebrny medal „Zasłużony Kulturze Gloria Artis”. 

## Życie prywatne
Około 1980 zawarła małżeństwo z absolwentem historii sztuki UJ Wojciechem Markowskim (ur. 1951), z którym ma syna.
28 stycznia 2018 poślubiła Jerzego Kosałkę w parafii ewangelicko-augsburskiej pw. Opatrzności Bożej we Wrocławiu.